# Usf
Usf (Eigenschreibweise usf, vorher UND, U.S.W.) war eine Samisdat-Literatur- und Kunstzeitschrift in Dresden von 1987 bis 1989.

## Geschichte
1982 bat der Musiker Lothar Fiedler junge alternative Dichter, ihm Texte für eine Literaturzeitschrift zu schicken. Sie sollten zwischen 1 und 5 Seiten lang sein und in etwa 15 Exemplaren als Schreibmaschinendurchschläge zugesandt werden. Mit diesen  veröffentlichte er die erste Ausgabe von UND in etwa 15 Exemplaren. Sie war die zweite Kunstzeitschrift in der DDR nach ENTWERTER/ODER, die im Samisdat ohne behördliche Genehmigung erschien. Jeder Autor bekam ein Exemplar. Fiedler stellte weitere Nummern zusammen, er hielt auch öffentliche Redaktionssitzungen im alternativen Kulturtreffpunkt Förstereistraße 2 in Dresden.
Seine Aktivitäten wurden von den Kulturverantwortlichen und dem Ministerium für Staatssicherheit kritisch beobachtet. Schließlich wurde die Zeitschrift UND verboten und Lothar Fiedler 1986 aus der DDR ausgewiesen.
Micha Brendel setzte sie als U.S.W. fort. Der Charakter veränderte sich hin zu mehr prozessualen und körperbetonten Texten. Seit 1987 führte Thomas Haufe die Zeitschrift als usf und druckte mehr Grafiken ab. 1988 und 1989 erschienen jeweils eine weitere Nummer.